# Сибирь (спичечная фабрика)
«Сибирь», или «Томская спичечная фабрика», — предприятие по производству спичек в Октябрьском районе Томска (микрорайон Спичфабрика).

## История
До 1893 года в Томске было две производящие спички фабрики, владельцами которых были А. И. Овечкина и екатеринбургский предприниматель М. А. Ворожцов. В вышеназванный год к ним прибавилась третья спичечная фабрика, основанная тремя братьями: Алексеем, Александром и Иннокентием Кухтериными под названием «Заря», входящая в состав торгового дома «Евграф Кухтерин и сыновья», учреждённого 15 июля 1887 года отцом братьев Евграфом Николаевичем Кухтериных, умершим 26 августа того же года, (при этом распорядителем торгового дома изначально был назначен Алексей Кухтерин). Производственные помещения спичечной фабрики Кухтериных первоначально располагались в районе современного железнодорожного моста через Ушайку.
Дабы устранить конкурентов, Кухтерины несколько лет спустя выкупили фабрику Овечкиной, а 1899 году — предприятие Ворожцова, которое располагалось в районе нынешней фабрики, провели реконструкцию производства и перенесли туда фабрику «Заря». В ночь на 10 марта 1900 года фабрика сгорела, но три месяца спустя была отстроена заново.
Кухтерины снабжали спичками всю Томскую губернию, часть Восточной Сибири и Монголию.
В 1908 году фабрика вошла в состав Всероссийского синдиката «Русское общество спичечной торговли».
В 1911 году ушли из жизни двое из трёх братьев Кухтериных: старший — Алексей — умер в 1 марта от пиелонефрита, а младший — Иннокентий — 3 августа, в результате пьяной ссоры, был застрелен пулей в живот неким поручиком Лопузиными, и, таким образом, средний из братьев — Александр — стал единоличным главой фабрики. Алексей состоял в браке но потомков на свет не произвёл, (анологичное семейное положение было и у Александра), а у Иннокентия было трое рождённых в одном браке детей: дочь Вера и сыновья Алексей и Иннокентий, в возрасте (на момент смерти отца) 12, 10 и 8 лет, соответственно. Их мать, номинально ещё состоя в браке с Иннокентием-старшим, уже за несколько лет до этого поселилась отдельно от семьи, в Москве, куда после смерти супруга забрала и детей, которым в последующие годы, согласно условиям учредительного акта, как наследникам Иннокентия Евграфовича, отчислялась часть прибыли торгового дома Кухтериных.
В 1914 году на фабрике было установлено швейцарское оборудование. Количество работников достигло 384 человек, выработка — 85 000 условных ящиков спичек. С началом Первой мировой войны производство стало сокращаться из-за нарушения хозяйственных связей, а с развитием революционных событий — резко упало.
В 1920 году, после установления в Томске советской власти, Александр Кухтерин был арестован «до окончания войны» за поддержку Колчака, а фабрика национализирована и переименована в «Коминтерн», однако, неумелое руководство в условиях естественного износа оборудования, новых экономических условий и тому подобного, в течение недолгого времени привели фабрику на грань закрытия. В 1925 году убытки оценивались в 100 000 рублей. В этом году предприятие возглавил сын бывшего управляющего фабрикой Э. Ю. Эршке, сумевший наладить ремонт оборудования своими силами, провести капитальный ремонт, снизить расходы топлива, улучшить финансовое положение. Была восстановлена численность работников, достигнут довоенный уровень производства. Продукция стала конкурентоспособной.
В 1926 году название фабрики было изменено на «Сибирь». Была проведена реконструкция производства, установлено немецкое оборудование. С 1933 года на фабрике работал также и отечественный автомат. К 1940 году ежегодное производство достигло 472 000 ящиков.
С началом Великой Отечественной войны фабрика стала выпускать противотанковые зажигательные смеси. Была открыта школа фабрично-заводского обучения рабочих кадров. Численность рабочих достигла 1615 человек (с обслуживающими производствами — более 2500). С 1943 года фабрику возглавлял инвалид Великой Отечественной войны А. Б. Левин. За четыре послевоенных года собственными силами был проведён ряд оптимизирующих производство мероприятий, позволивший, в частности, отказаться от использования угольного топлива, повысить автоматизацию производственного процесса. Был запущен четвёртый спичечный автомат. Выпуск готовой продукции вырос почти в три раза (до 800 000 ящиков в год). В последующее десятилетие производство стабилизировалось.
В 1980-е годы фабрика, кроме основной продукции, выпускала облицовочный горбылёк, заготовки для садовых домиков, корзины, тарные ящики, палочки для мороженого, мебельный шпон, древесную стружку.
В условиях перехода к рыночному хозяйству в начале 1990-х годов объём производства сократился почти вдвое. В 1994 году фабрика акционировалась.
По состоянию на 2000 год фабрика ежедневно поставляла миллион коробков спичек. Помимо спичек, «Сибирь» продолжала выпуск палочек для мороженого и пиломатериалов.
В 2001 году, из-за задолженности по платежам в бюджет и внебюджетные фонды, фабрика объявлялась банкротом, однако, некоторое время спустя реорганизовалось в общество с ограниченной ответственностью «Томская спичечная фабрика».
В 2008 году на фабрику по приглашению владельца фабрики — общества с ограниченной ответственностью «Инвестиционная лесопромышленная компания» (ИЛПК) — были приглашены эксперты из Швеции, которые признали оборудование фабрики устаревшим, а производство экономически нерентабельным. В августе того же года фабрику окончательно закрыли, а рабочих обещали перевести на производство спичек в составе строящегося в окрестностях посёлка Итатка Томского района предприятия по глубокой переработке древесины «Зелёная фабрика», владельцем которого также являлось ИЛПК, по заверению руководства которого выпуск спичек должен был начаться там в 2011 году. Однако, по данным на январь 2017 года, несмотря на закупку дорогостоящего оборудования и строительство за бюджетный счёт дороги от Итатки до площадки «Зелёной фабрики», предприятие так и не было запущено в работу, а его руководители приговорены к тюремным срокам за преднамеренное банкротство ИЛПК.
Здание фабрики является объектом культурного наследия.